# 弁天町ミニパーキングエリア
弁天町ミニパーキングエリア（べんてんちょうミニパーキングエリア）は、大阪府大阪市港区の阪神高速道路17号西大阪線にあるパーキングエリア。
堺出入口堺・あべの方面のみ利用可である。

## 道路
- 阪神高速17号西大阪線

## 施設

### 上り線（和歌山大阪方面）
- 駐車場
  - 大型 1台
  - 小型 4台
  - 身障者用駐車場 1台
- トイレ 男大1(洋式1):小2  女2(洋式2)
  - 身障者用 1
- 自動販売機
- 公衆電話

## 隣
阪神高速17号西大阪線
(17-03)大正西出入口 - (17-04)弁天町出入口 - 弁天町ミニPA - (17-05)安治川出入口